# 1883 en baseball
Chronologie du baseball
Baseball en 1882 - Baseball en 1883 - Baseball en 1884
Les faits marquants de l'année 1883 en Baseball

## Champions

### Ligue nationale
- 6 septembre : Chicago White Stockings établit un record toujours en cours pour le baseball de Ligue Majeur en marquant 18 courses dans un tour de batte seul (simple) (le 7e) dans un jeu contre Wolverines de Détroit.
- 27 septembre : 8e édition aux États-Unis du championnat de baseball de la Ligue nationale. Les Boston Beaneaters s’imposent avec 63 victoires et 35 défaites[1].

| Ligue nationale |                               |      |      |        |      |
| Rang            | Club                          | Vic. | Déf. | % vic. | GB   |
| 1er             | Boston Beaneaters             | 63   | 35   | .643   | --   |
| 2e              | Chicago White Stockings       | 59   | 39   | .602   | 4    |
| 3e              | Providence Grays              | 58   | 40   | .592   | 5    |
| 4e              | Cleveland Blues               | 55   | 42   | .567   | 7.5  |
| 5e              | Buffalo Bisons                | 52   | 45   | .536   | 10.5 |
| 6e              | New York Gothams              | 46   | 50   | .479   | 16   |
| 7e              | Detroit Wolverines            | 40   | 58   | .408   | 23   |
| 8e              | Philadelphia Phillies/Quakers | 17   | 81   | .173   | 46   |

### Association américaine
- 28 septembre : 2e édition aux États-Unis du championnat de baseball de l'Association américaine. Les Philadelphia Athletics (en) s’imposent avec 66 victoires et 32 défaites.

| Association américaine |                             |      |      |        |      |
| Rang                   | Club                        | Vic. | Déf. | % vic. | GB   |
| 1er                    | Philadelphia Athletics (en) | 66   | 32   | .673   | --   |
| 2e                     | St. Louis Browns            | 65   | 33   | .663   | 1    |
| 3e                     | Cincinnati Red Stockings    | 61   | 37   | .622   | 5    |
| 4e                     | New York Metropolitans      | 54   | 42   | .563   | 11   |
| 5e                     | Louisville Eclipse          | 52   | 45   | .536   | 13.5 |
| 6e                     | Columbus Buckeyes           | 32   | 65   | .330   | 33.5 |
| 7e                     | Pittsburgh Alleghenys       | 31   | 67   | .316   | 35   |
| 8e                     | Baltimore Orioles           | 28   | 68   | .292   | 37   |

### Autres compétitions
- Janvier : Le Habana Base Ball Club remporte le championnat de Cuba en remportant cinq matches pour une défaite[2].
- Les Brooklyn Atlantics sont champions de Inter-State League. Les Atlantics jouent régulièrement devant 10 à 12 000 spectateurs à domicile.
- Les Toledo Blue Stockings sont champions de la Northwestern League.

## Événements
- 17 février : signature de l'Agrément national qui règlemente les rapports entre les principales ligues, notamment en matière de transfert de joueurs. La Ligue nationale, l'Association américaine et la Northwestern League sont signataires de cet accord.
- 15 avril : Sorti du premier numéro de l'hebdomadaire Sporting Life, qui reste l'un des grands titres de la presse sportive américaine jusqu'à sa disparition en 1926.

## Naissances
| - 1er janv. : Eddie Zimmerman - 3 janv. : Buck Hopkins - 8 janv. : Bob Ingersoll - 2 févr. : Bill Abstein - 4 févr. : Doc Miller - 5 févr. : Dick Scott - 13 févr. : Hal Chase - 19 févr. : Harry Curtis - 4 mars : Chet Spencer - 10 mars : Glenn Liebhardt - 17 mars : Oscar Stanage - 29 mars : Rube Dessau - 4 avr. : Bill Hinchman - 4 avr. : John Hummel - 8 avr. : Shag Shaughnessy - 10 avr. : Tex Pruiett - 13 avr. : Mike Simon - 22 avr. : Carl Vandagrift - 25 avr. : Russ Ford - 28 avr. : Harry Gaspar |  | - 29 avr. : Rube Manning - 29 avr. : Amby McConnell - 6 mai : Ed Karger - 13 mai : Jimmy Archer - 21 mai : Eddie Grant - 25 mai : Heinie Heitmuller - 6 juin : Jim St.Vrain - 16 juin : Al Mattern - 5 juil. : Jack Quinn - 5 juil. : Josh Swindell - 8 juil. : Ducky Holmes - 9 juil. : Dave Shean - 14 juil. : Happy Smith - 21 juil. : Larry Pape - 31 juil. : Tommy Madden - 4 août : Lew Moren - 17 août : Walt Justis - 19 août : George Ferguson - 21 août : Chief Wilson - 23 août : Red Downs |  | - 23 août : Lew Richie - 25 août : Elmer Brown - 27 août : Baldy Louden - 29 août : Jimmie Savage - 31 août : Syd Smith - 3 sept. : Art Fromme - 5 sept. : Lefty Leifield - 18 sept. : Frank Manush - 21 sept. : Bris Lord - 22 sept. : Silas Griffis - 28 sept. : Harley Young - 13 oct. : Walter Blair - 13 oct. : Harry Huston - 19 oct. : Walt Miller - 22 oct. : Bill Carrigan - 20 nov. : Harry Welchonce - 8 déc. : Charlie Wacker - 18 déc. : Hub Knolls - 26 déc. : Queenie O'Rourke |